# Hylyphantes
Hylyphantes là một chi nhện trong họ Linyphiidae.